# Rothschildia amacurensis
Rothschildia amacurensis är en fjärilsart som beskrevs av Lemaire 1972. Rothschildia amacurensis ingår i släktet Rothschildia och familjen påfågelsspinnare. Inga underarter finns listade.